# Bracquemont
Bracquemont és un municipi francès situat al departament del Sena Marítim i a la regió de Normandia. L'any 2007 tenia 906 habitants.

## Demografia

### Població
El 2007 la població de fet de Bracquemont era de 906 persones. Hi havia 328 famílies de les quals 48 eren unipersonals (20 homes vivint sols i 28 dones vivint soles), 96 parelles sense fills, 160 parelles amb fills i 24 famílies monoparentals amb fills.
La població ha evolucionat segons el següent gràfic:
Habitants censats

### Habitatges
El 2007 hi havia 360 habitatges, 334 eren l'habitatge principal de la família, 10 eren segones residències i 16 estaven desocupats. 357 eren cases i 2 eren apartaments. Dels 334 habitatges principals, 309 estaven ocupats pels seus propietaris, 21 estaven llogats i ocupats pels llogaters i 4 estaven cedits a títol gratuït; 1 tenia una cambra, 9 en tenien dues, 31 en tenien tres, 95 en tenien quatre i 198 en tenien cinc o més. 277 habitatges disposaven pel capbaix d'una plaça de pàrquing. A 138 habitatges hi havia un automòbil i a 175 n'hi havia dos o més.

### Piràmide de població
La piràmide de població per edats i sexe el 2009 era:
| Homes | Edats   | Dones |
| ----- | ------- | ----- |
| 4     | 95 o +  | 0     |
| 0     | 90 a 94 | 4     |
| 4     | 85 a 89 | 8     |
| 0     | 80 a 84 | 8     |
| 4     | 75 a 79 | 4     |
| 20    | 70 a 74 | 12    |
| 28    | 65 a 69 | 20    |
| 24    | 60 a 64 | 32    |
| 24    | 55 a 59 | 12    |
| 36    | 50 a 54 | 20    |
| 28    | 45 a 49 | 28    |
| 40    | 40 a 44 | 28    |
| 48    | 35 a 39 | 56    |
| 32    | 30 a 34 | 32    |
| 8     | 25 a 29 | 4     |
| 12    | 20 a 24 | 4     |
| 36    | 15 a 19 | 32    |
| 36    | 10 a 14 | 36    |
| 32    | 5 a 9   | 20    |
| 20    | 0 a 4   | 12    |

## Economia
El 2007 la població en edat de treballar era de 609 persones, 441 eren actives i 168 eren inactives. De les 441 persones actives 394 estaven ocupades (212 homes i 182 dones) i 47 estaven aturades (15 homes i 32 dones). De les 168 persones inactives 66 estaven jubilades, 61 estaven estudiant i 41 estaven classificades com a «altres inactius».

### Ingressos
El 2009 a Bracquemont hi havia 332 unitats fiscals que integraven 860,5 persones, la mediana anual d'ingressos fiscals per persona era de 19.513 €.

### Activitats econòmiques
Dels 12 establiments que hi havia el 2007, 3 eren d'empreses de construcció, 2 d'empreses de comerç i reparació d'automòbils, 5 d'empreses de transport, 1 d'una entitat de l'administració pública i 1 d'una empresa classificada com a «altres activitats de serveis».
Dels 5 establiments de servei als particulars que hi havia el 2009, 1 era una autoescola, 1 paleta, 1 guixaire pintor, 1 lampisteria i 1 perruqueria.
L'únic establiment comercial que hi havia el 2009 era una fleca.
L'any 2000 a Bracquemont hi havia 14 explotacions agrícoles que ocupaven un total de 219 hectàrees.

## Equipaments sanitaris i escolars
El 2009 hi havia una escola elemental integrada dins d'un grup escolar amb les comunes properes formant una escola dispersa.

## Poblacions més properes
El següent diagrama mostra les poblacions més properes.